# Marius-Gheorghe Teodorescu

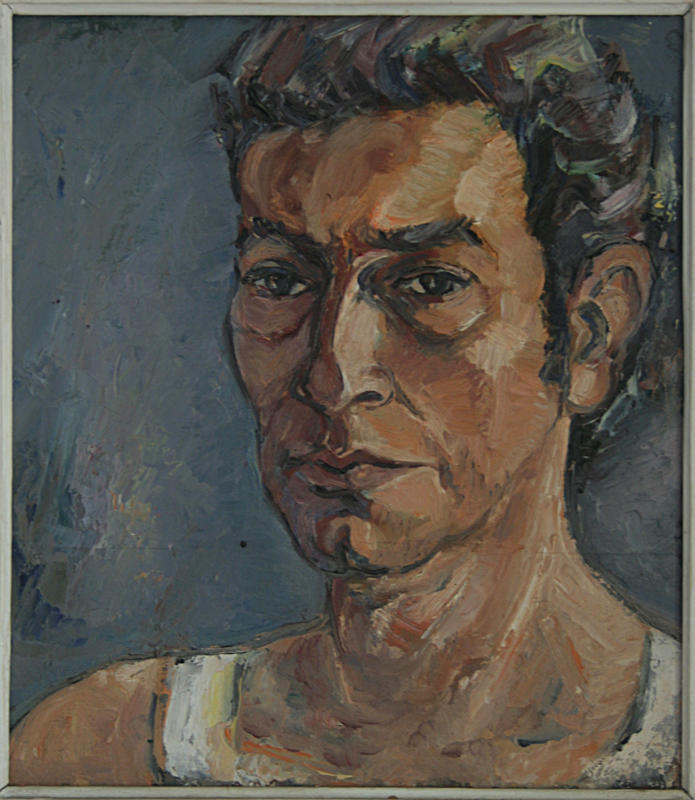
Autoportret

Marius-Gheorghe Teodorescu (n. 2 septembrie 1944, Brăila) este un pictor român.

## Date biografice

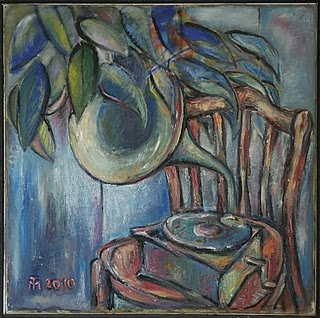
Natură statică

A absolvit Institutul de Arte Plastice "Nicolae Grigorescu”, promoția 1974, membru în Uniunea Artiștilor Plastici din România.

## Creația artistică

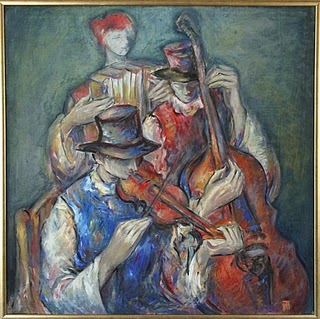
Compoziție

În creația sa, artistul abordează teme diverse precum peisajul, natura statică, portretul, manifestând însă o predilecție pentru compozițiile cu personaje, tema favorită fiind muzica.
Prin lucrările sale realizate în marea lor majoritate în ulei pe pânză, Marius Teodorescu reușește să se desprindă de cotidian, făcând să prindă viață o lume atemporală.
Profesorul Pasquale Petrucci considera a fi deajuns câteva minute pentru a înțelege că arta lui Marius Teodorescu aparține zilelor noastre: este, în același timp, neliniștitoare și viguroasă, în unele reprezentări misterioasă și vibrantă, adesea meditativă. Devine explozivă atunci când alegerile cromatice transmit prin tonalități adecvate un mesaj puternic și redevine calmă atunci când tema tratată o cere, paleta adaptându-se și ea noii realități. Este ca și cum ai citi, în limbaj figurativ, o pagină de ziar care tratează, cu nonșalanță, cronică, cultură, politică și sport.

## Opinii critice
“[…] În arta sa ne apare ca evidentă înlăturarea progresivă a oricărui obstacol ce ar putea sta în calea suprapunerii perfecte a culorilor și sentimentelor, excluzând orice nostalgie pentru folosirea mimetică a culorilor. Culoarea devine protagonistul absolut, iar tablourile sale emană contraste fulminante într-un tumult de galben scânteietor și roșu furibund. […]”
Curator, Cristina Tafuri
Salerno, 14 februarie 2005

## Activitatea expozițională
Pe pagina personală a lui Marius Teodorescu, se regăsesc în permanență atât informații actualizate 
cu privire la evenimentele recente legate de activitatea sa expozițională, cât și datele sale biografice: 
În decursul carierei sale, artistul a expus atât în cadrul expozițiilor colective (începând cu 1975, participări la majoritatea saloanelor Brăilei; 1984 - Buzău; 1985 - Constanța; 1988 - Buzău și Rm. Vâlcea; 1993 - "Salonul național de natură statică" Galați; 1994 - "Saloanele Moldovei" Bacău și Chișinău; 1999 - Rm. Vâlcea; 2000 - Iași; 2007 - "Saloanele Moldovei" Bacău și Chișinău; 2007 - Galați; 2008 și 2010 - Bienala "Ion Andreescu" Buzău; 2010 - Galați), cât și cu prilejul expozițiilor personale, dintre acestea amintind 1975 - Măcin/Tulcea; 1980 - Tulcea; 1985 - Făurei/Brăila; 1988 - Brăila; 1994 - La Regrippiere și La Chapelle sur Erdre/Franța; 1996 - Brăila ("Teatrul "Maria Filotti"); 2005 - Nocera Superiore/Napoli/Italia, 2012 - Galeriile Gheorghe Naum, Muzeul Brăilei.

## Lucrări în colecții particulare
Romania, U.S.A. Franta, Italia, Suedia, Grecia